# Wirginiusz
Wirginiusz – imię męskie pochodzenia łacińskiego, pochodzi od nazwy rzymskiego rodu Wirginiuszów.
Żeńska forma: Wirginia.
Wirginiusz imieniny obchodzi: 22 kwietnia.